# Dolev
Dolev (hebräisch: דולב) ist eine israelische Siedlung im Westjordanland. Die Gemeinschaftssiedlung wurde 1983 gegründet und gehört zur Regionalverwaltung Mateh Benjamin.
Die internationale Gemeinschaft betrachtet Dolev, wie alle israelischen Siedlungen in den seit 1967 besetzten Gebieten, gemäß dem Völkerrecht als illegal. Israel bestreitet dies.
Der Ort ist nach der Morgenländischen Platane benannt.

## Lage
Dolev liegt östlich der israelischen Sperranlage im Westjordanland, rund 6 Kilometer nordwestlich von Ramallah und 11 Kilometer östlich von Modi'in. Unmittelbar nördlich von Dolev liegt die israelische Siedlung Talmon; angrenzend an die Siedlung befinden sich außerdem die palästinensischen Dörfer Ein Qiniya, Dayr Ibzi und Janiya.

## Geschichte
Die Siedlung wurde 1983 gegründet. Sie wurde auf Land errichtet, was nach Angaben der palästinensischen NGO Applied Research Institute - Jerusalem (ARIJ) von den angrenzenden Dörfern Ein Qiniya, Dayr Ibzi und Janiya beschlagnahmt wurde.
Israelische Siedler brachten die nahe Dayr Ibzi gelegene Quelle Ein Bubin für Bewässerungsprojekte unter ihre Kontrolle. Die Quelle entwickelte sich zu einem beliebten Ausflugsziel für Israelis.
Am 19. Juni 2015 wurde der 25-jährige Israeli Danny Gonen von einem Palästinenser erschossen, als er sich mit einem Freund auf dem Rückweg von der Quelle befand. Sie wurden von einem Palästinenser angehalten, der um Hilfe zu bitten schien. Dann schoss er aus nächster Nähe auf sie. Der Attentäter konnte am 15. Juli 2015 verhaftet werden. Zu dem Anschlag bekannte sich eine Gruppe, die behauptete, Verbindungen zur Terrororganisation Hamas zu haben.
Am 23. August 2019 wurde die 17-jährige Rina Schnerb bei einer Bombenexplosion an der Quelle getötet. Ihr Vater und ihr Bruder wurden schwer verletzt.
Am 26. August 2019 wies Ministerpräsident Benjamin Netanjahu an dem Planungsausschuss in seiner nächsten Sitzung Pläne zur Genehmigung vorzulegen, ein neues Viertels in Dolev, in der Nähe der Ein Bubin-Quelle zu bauen. Das neue Viertel soll rund 300 neue Wohneinheiten umfassen und nach Rina Shnerb benannt werden.
Am 6. Februar wurden Schüsse auf eine Gruppe Soldaten nahe der Siedlung Dolev abgegeben, wobei einer der Soldaten leicht verletzt wurde.